# Tombstone (film)
Pour les articles homonymes, voir Tombstone.
Pour plus de détails, voir Fiche technique et Distribution.
Tombstone ou Duel au soleil au Québec est un film américain réalisé par George Pan Cosmatos et sorti en 1993.
Ce western est basé sur des événements s'étant réellement déroulés en Arizona entre 1879 et 1882, et notamment la fusillade d'O.K. Corral. Le film est un succès critique et commercial, contrairement au “concurrent” Wyatt Earp de Lawrence Kasdan, sorti quelques mois plus tard.

## Synopsis
En 1879, les « Cowboys » sont des hors-la-loi célèbres, connus pour porter des écharpes rouges pour commettre leurs crimes. Mené par « Curly Bill » Brocius, le gang envahit une petite ville mexicaine et perturbe le mariage d'un policier local. Ils massacrent ensuite les policiers rassemblés pour se venger du meurtre de deux de leurs camarades. Peu avant d'être abattu, un prêtre local les prévient que leurs actes de meurtre et de sauvagerie seront vengés, faisant référence aux Cavaliers de l'Apocalypse.
Ancien shérif du Kansas, le légendaire Wyatt Earp a décidé de prendre sa retraite et de couler des jours paisibles dans la ville minière de Tombstone dans l'Arizona, alors en pleine expansion. Avant cela, il retrouve ses frères Virgil et Morgan et leurs épouses, à Tucson. Il leur présente son épouse Celia alias « Mattie ». À Tombstone, Wyatt Earp recroise par ailleurs son ami Doc Holliday, joueur et fine gâchette atteint de tuberculose. Wyatt parvient rapidement à devenir associé dans un saloon alors que Mattie devient dépendante du laudanum. Peu après, Wyatt et Doc Holliday ont quelques frictions avec les Cowboys, dont le dangereux sociopathe Johnny Ringo, avec qui Holliday développe très vite une inimitié réciproque.
Après un dramatique évènement, le meurtre par Curly Bill du marshal de la ville, Fred White, Wyatt neutralise et emprisonne Curly Bill. Mais celui-ci est libéré peu après et les Cowboys jurent de se venger. Wyatt fait également la connaissance de Josephine Marcus, une comédienne de théâtre qui ne cache pas son intérêt pour lui et qui l'attire également, et doit faire de grands efforts pour résister à cette attirance. Virgil Earp, écœuré par l'impunité avec laquelle les Cowboys sèment le trouble, décide de devenir marshal de Tombstone et interdit de porter des armes à feu dans la ville. Cette décision entraîne la fusillade d'O.K. Corral au cours de laquelle trois Cowboys sont tués par les Earp et Holliday. En représailles, les hors-la-loi assassinent Morgan Earp et blessent gravement Virgil. Wyatt redevient alors marshal et, avec l'aide de Doc Holliday et quelques autres, commence à traquer impitoyablement les membres du gang de Curly Bill et Ringo.
Au cours d'une embuscade tendue par les Cowboys, Wyatt parvient à tuer Curly Bill. Peu après, l'état de santé de Doc Holliday s'aggrave et le petit groupe doit chercher refuge dans un ranch. Wyatt y rencontre Josephine et finit par réaliser qu'il veut refaire sa vie avec elle. Mais Ringo, qui est à présent le chef des Cowboys, propose un duel à Wyatt pour régler définitivement leur querelle. Wyatt accepte, même s'il sait que son adversaire est plus rapide que lui. Doc Holliday, malgré son état, devance Wyatt sur le lieu convenu pour le duel et tue Ringo. Après cela, ils éliminent ou chassent du pays tout le reste de la bande.
Quelque temps plus tard, Doc Holliday, désormais à l'agonie, est alité dans un sanatorium. Wyatt lui rend visite quotidiennement mais Doc le persuade de le laisser mourir et de partir retrouver Josephine afin de pouvoir enfin vivre sa vie comme il l'entend. Doc meurt peu après alors que Wyatt et Josephine resteront inséparables jusqu'en 1929, date de la mort de Wyatt.

## Fiche technique
- Titre original et français : Tombstone
- Titre québécois : Duel au soleil
- Réalisation : George Pan Cosmatos
- Scénario : Kevin Jarre
- Musique : Bruce Broughton
- Photographie : William A. Fraker
- Montage : Harvey Rosenstock, Roberto Silvi et Frank J. Urioste
- Décors : Catherine Hardwicke
- Costumes : Joseph A. Porro
- Producteurs : Sean Daniel, James Jacks et Bob Misiorowski
- Sociétés de production : Hollywood Pictures et Cinergi Pictures
- Société de distribution : Buena Vista Pictures
- Budget : 25 000 000 $[1]
- Pays de production :  États-Unis
- Langue originale : Anglais, Espagnol, Latin
- Tournage : du 17 mai 1993 au 28 août 1993
- Format : couleurs (Technicolor) - 35 mm - 2,35:1 - Dolby SR
- Genre : western, drame biographique, historique, action
- Durée : 130 minutes
- Dates de sortie : 
  - États-Unis : 25 décembre 1993
  - France : 16 février 1994
- Classification :
  - France : tous publics[2]

## Distribution
- Kurt Russell (VF : Richard Darbois ; VQ : Guy Nadon) : Wyatt Earp
- Val Kilmer (VF : Philippe Vincent ; VQ : Gilbert Lachance) : Doc Holliday
- Sam Elliott (VF : Jacques Richard ; VQ : Claude Préfontaine) : Virgil Earp
- Bill Paxton (VF : Hervé Bellon ; VQ : Mario Desmarais) : Morgan Earp
- Powers Boothe (VF : Bernard Tiphaine ; VQ : Éric Gaudry) : Curly Bill Brocius
- Michael Biehn (VF : Emmanuel Karsen ; VQ : Jean-Luc Montminy) : Johnny Ringo
- Charlton Heston (VF : Jean Violette ; VQ : Aubert Pallascio) : Henry Hooker
- Jason Priestley (VF : Georges Caudron) : Billy Breckinridge
- Jon Tenney (VF : Georges Claisse ; VQ : Jacques Lavallée) : le shérif John Behan
- Stephen Lang (VF : Jean-Claude Sachot) : Ike Clanton
- Thomas Haden Church (VQ : Pierre Auger) : Billy Clanton
- Dana Delany (VF : Yolande Folliot ; VQ : Geneviève De Rocray) : Josephine Marcus
- Paula Malcomson (VF : Virginie Ledieu) : Allie Earp
- Lisa Collins (en) (VF : Marie-Martine Bisson) : Louisa Earp
- Dana Wheeler-Nicholson (VF : Martine Irzenski) : Celia "Mattie" Blaylock Earp
- Joanna Pacula (VF : Claudine Grémy) : Kate Fisher
- Michael Rooker (VQ : Marc Bellier) : Sherman McMasters
- Harry Carey Jr. (VF : Roger Lumont) : le marshall Fred White
- Billy Bob Thornton (VQ : Benoît Rousseau) : Johnny Tyler
- Tomas Arana : Frank Stillwell
- Paul Ben-Victor : Florentino
- Robert John Burke : Frank McLaury
- Billy Zane (VF : Éric Legrand) : M. Fabian
- John Corbett : Barnes
- Buck Taylor (VQ : Hubert Gagnon) : Turkey Creek Jack Johnson
- Terry O'Quinn (VF : Sady Rebbot ; VQ : Yvon Thiboutot) : le maire John Clum
- Frank Stallone : Ed Bailey
- Wyatt Earp III : Billy Claiborne
- Robert Mitchum (VF : William Sabatier) : le narrateur

## Production

### Genèse et développement
À l'origine, le scénariste Kevin Jarre et l'acteur Kevin Costner prévoient de faire un film sur Wyatt Earp. Cependant,  un désaccord concernant la structure du scénario les opposait. Kevin Costner, qui voulait mettre plus l'emphase sur le personnage de Wyatt Earp et sa vie avant son arrivée à Tombstone, prit alors la décision de faire son propre film, Wyatt Earp, avec le réalisateur Lawrence Kasdan. Intéressé par le script de Kevin Jarre, Kurt Russell reprend le projet à son compte et signe un accord avec le producteur Andrew G. Vajna pour un financement du film à hauteur de 25 millions de dollars.
Tout en mettant au point son propre projet de film concurrent de Tombstone, Kevin Costner utilise son influence dans le milieu cinématographique pour convaincre la plupart des grands studios de refuser de distribuer celui-ci. Seule la société Buena Vista Pictures, filiale de Walt Disney, accepte de finalement le distribuer.

### Attribution des rôles
Alors qu'il était encore attaché au poste de réalisateur, Kevin Jarre voulait Liam Neeson pour incarner Wyatt Earp et David Bowie en Doc Holliday. Kevin Jarre a par ailleurs envisagé Timothy Hutton pour jouer John Behan et Tommy Lee Jones en “Curly” Bill Brocius. Kevin Jarre et Kurt Russell ont ensuite pensé à Willem Dafoe pour jouer le rôle de Doc, mais Buena Vista Pictures met son veto à cause de son rôle controversé dans La Dernière Tentation du Christ de Martin Scorsese,. Val Kilmer sera finalement choisi pour le rôle. Mickey Rourke a quant à lui refusé le rôle de Johnny Ringo.
Alors qu'il devait interpréter le rôle du vieux Clanton, Robert Mitchum est tombé de cheval peu avant le tournage et s'est blessé au dos, ce qui l'a contraint à abandonner le rôle. Il demeure cependant présent comme narrateur au début et à la fin du film.
Wyatt Earp III, cousin lointain de Wyatt Earp, incarne Billy Claiborne.

### Tournage
Le tournage se déroule en Arizona et notamment à Tucson, Mescal et Sonoita Creek. Il sera entaché par de nombreux problèmes. Le scénario de Kevin Jarre, qui développait de façon détaillée de nombreux rôles secondaires, était beaucoup trop long aux yeux de Russell et de Kilmer, le premier acceptant même de couper certaines de ses scènes afin de laisser plus de présence à l'écran à d'autres rôles. Kevin Jarre, qui devait réaliser le film, est renvoyé de ce poste à cause de son refus de réduire la longueur de son scénario, et une centaine de personnes faisant partie de la distribution et de l'équipe technique quittent le projet ou seront renvoyés au cours de la production du film. Disney, qui s'inquiétait du retard pris par le tournage du film, contacte John McTiernan pour reprendre la réalisation mais le cinéaste exige un report du tournage pour se préparer davantage, ce qui est refusé. La réalisation revient donc à George Cosmatos. Après la mort de Cosmatos en 2005, Kurt Russell affirmera qu'il était lui-même le véritable réalisateur et qu'il donnait chaque soir ses instructions à Cosmatos pour diriger les scènes du lendemain.

### Musique
Jerry Goldsmith devait initialement composer la musique du film. Pris par d'autres projets, il recommande Bruce Broughton. On retrouve cependant dans le film le logo de Cinergi Pictures dont la musique est composée par Jerry Goldsmith. La musique de Bruce Broughton est interprétée par le Sinfonia of London, principalement sous la direction de David Snell.
L'album de la bande originale est éditée par Intrada Records en décembre 1993. En mars 2006, un édition deux disques est éditée par Intrada

## Accueil
Tombstone sort au cinéma six mois avant le Wyatt Earp de Lawrence Kasdan avec Kevin Costner. Il rapporte 56 505 065 $ aux États-Unis, alors que Wyatt Earp sera un échec commercial, ne rapportant que 25 millions de dollars aux États-Unis pour un budget de 63 millions. En France, le film a réalisé 94 104 entrées.
Le film est également plutôt bien reçu par la critique, obtenant 73 % de critiques positives, avec un score moyen de 6,2/10 et sur la base de 44 critiques collectées, sur le site internet Rotten Tomatoes. La performance de Val Kilmer dans le rôle de Doc Holliday sera notamment saluée et il est nommé aux MTV Movie Awards 1994 dans la catégorie du meilleur acteur.